# 曾孝广
曾孝广，字仲锡。福建晋江人。曾公亮从子。
元丰末年(1078～1085年)，任北外都水丞。元祐年间(1086～1093年)，因事出判保州。后复官，任京西转运判官，入为水部员外郎。因治理黄河决口有功，迁都水使者。先后任永兴路提点刑狱、户部尚书。因事贬职，知杭州、潭州、郓州。
大观年间(1107～1110年)，因得罪当时的宰相，被撤职，知饶州、成德军、太原府。去世时六十岁。